# 王赐豪
王賜豪，SBS，BBS，JP祖籍廣東东莞石排镇，香港商人，耳鼻喉專科醫生，東莞市榮譽市民，廣東省政協常務委員，東莞市政協常務委員。王賜豪中小學就讀於喇沙小學及喇沙書院。他於會考考獲七優二良成績，預科畢業後考入香港大學醫學院，並於1986年畢業。
現任香港同珍集團董事，分別在2004年及05年獲香港特別行政區政府頒授銅紫荊星章及獲委任為非官守太平紳士，2011年，獲頒授銀紫荊星章。他並且身兼多項公職，曾任保良局主席（2003年）、九龍樂善堂主席（2006年）。

## 榮譽
- 銅紫荊星章（2004年）
- 非官守太平紳士（2005年）
- 銀紫荊星章（2011年）

## 專業資格
香港大學醫學院內外全科醫學士 (1986)
Fellow of the Royal College of Surgeons of Edinburgh (1990)
Fellow with Otolarynology of the Royal College of Surgeons of Edinburgh (1992)
Fellow of the Royal College of Surgeons of England (1994)
Fellow of the Royal College of Physicians and Surgeons of Glasgow (1995)
Fellow of The College of Surgeons of Hong Kong (1994)
Fellow of The Hong Kong College of Otorinolaryngology (1998)
Fellow (Surgery) of The Hong Kong Academy of Medicine (1994)
Fellow (Otorinolaryngology) of The Hong Kong Academy of Medicine (1998)

## 現任公職
香港中文大學耳鼻喉科客座副教授 (2007年至今)
聖德肋撒醫院耳鼻喉專科醫生 
香港特別行政區選舉委員會委員 (2012年、2017年)
青山醫院管治委員會委員
香港女童軍總會副會長
東安健社會服務基金會長
離島婦聯名譽會長
香港西區婦女福利會永遠名譽會長
新界總商會副會長
香港醫療專業人員協會會長
中華出入口商會永遠名譽會長    
九龍樂善堂永遠顧問
博愛醫院名譽顧問
仁愛堂名譽理事
群力資源中心軍民同樂日活動籌委委員
東莞市政協常務委員
東莞市榮譽市民 (1996年至今)
中華海外聯誼會理事
東莞市海外聯誼會永遠名譽會長
香港廣東社團總會永遠榮譽會長、榮譽會長
香港東莞同鄉總會主席
香港東莞社團總會常務副主席
香港東莞政協(港澳)委員聯誼會創會會長、永遠榮譽會長
香港東莞王氏宗親會永遠會長
保良局歷屆主席會主席

## 曾任公職
廣東省政協常務委員
保良局主席 (2003年)、副主席 (1999年-2003年)、總理 (1996年-1999年)
九龍樂善堂主席 (2006年)、副主席 (2002年-2006年)、常務總理(1998年-2002年及2007年-2014年)
香港童軍總會九龍城區副會長 (2003-2008年)
九龍城區少年警訊名譽會長 (2005年)
香港明天會更好基金理事 (2004年-2009年)
工業貿易諮詢委員會委員
社會福利諮詢委會員委員 (2006年-2011年)
攜手扶弱基金諮詢委員會委員 (2005年-2011年)
博愛醫院醫院管理委員會委員 (2000年-2003年)
屯門醫院管治委員會委員 (2005年-2011年)
葛量洪奬學基金委員會非執行會員 (2003年-2004年)
姬達爵士獎學基金評選委員會主席
蒲魯賢慈善信託基金委員會委員 (2003年-2004年)
鄧肇堅何添慈善基金管理委員會主席(並列) (2003年-2004年)
群力資源中心軍民同樂日活動籌委主席 (2013年)
香港廣東社團總會專業人士委員會顧問 (2006年-2015年)
香港學校戲劇議會委員 (2003年-2007年)
香港餐飲聯業協會會董 (2003年-2005年)
香港拯溺總會主席 (2002年-2003年)、水上安全總監 (1999年-2001年)

## 馬主生涯
王赐豪與父母（王仲銘、王張少鳳伉儷）是香港賽馬會的會員，自2005-2006馬季開始成為馬主，曾先後擁有名下馬匹「眼明手快」、「同威」、「同有友」、「同喜囍」、「同得寶」、「同有運」、K525

## 家族成員
- 王仲銘
- 王大為[2]

1. ↑  .   [2018-07-02]. （原始内容存档于2018-07-02）.
2. ↑  .   [2018-07-02]. （原始内容存档于2018-07-02）.